# Andreé González
Andreé Aníbal González Frustacci (San Cristóbal, 30 giugno 1975) è un ex calciatore venezuelano, di ruolo centrocampista.